# Empress of Japan
El RMS Empress of Japan fue un transatlántico construido entre 1929 y 1930 por la Fairfield Shipbuilding & Engineering Company en Govan on the Clyde, Escocia, para Canadian Pacific Steamships (CP). Este barco fue el segundo de dos buques de CP que se llamaron Empress of Japan y que atravesaron regularmente la ruta transpacífica entre la costa oeste de Canadá y el Lejano Oriente hasta 1942.
En 1942, fue rebautizado como RMS Empress of Scotland, el segundo de los dos buques CP que se llamaron Empress of Scotland. En 1957, Hamburg Atlantic Line compró el barco y lo rebautizó como TS Hanseatic.

## Hundimiento

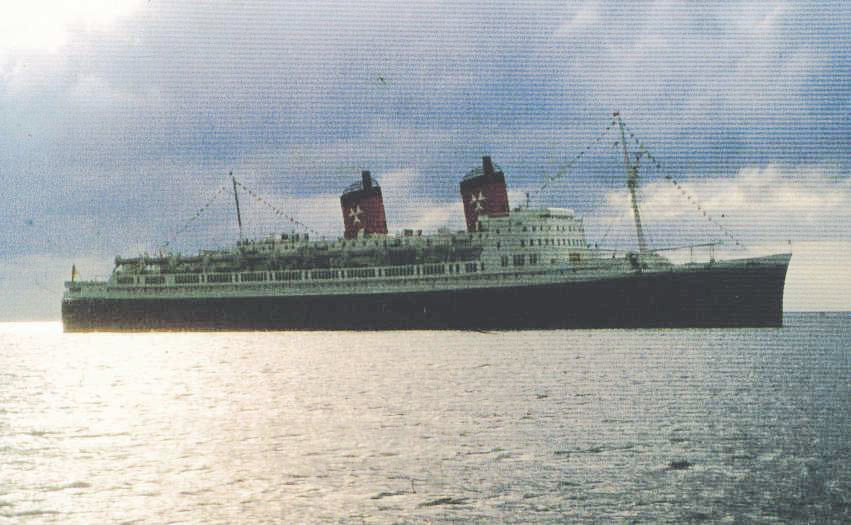
El TS Hanseatic en la década de 1960.

Tras su venta a Hamburg Atlantic Line en 1958, el barco fue reconstruido radicalmente para satisfacer el creciente mercado de servicios transatlánticos de pasajeros. Se eliminó la chimenea trasera del barco, se reconstruyeron las chimeneas restantes y la superestructura y se reconfiguraron sus alojamientos para pasajeros. El buque resurgió como el TS Hanseatic de 30.030 toneladas brutas. El barco renombrado y rebautizado fue diseñado para transportar hasta 1.350 pasajeros con un lujo confortable en la ruta Hamburgo-Nueva York.
El 8 de septiembre de 1966, el barco se incendió en Nueva York. El fuego se desarrolló en la sala de máquinas y destruyó cinco cubiertas. El 28 de septiembre, el barco fue remolcado a Hamburgo, Alemania Occidental para su evaluación. Se consideró que las reparación no eran económicamente rentables y fue desguazado poco después.